# Chloroclystis lanceolata
Chloroclystis lanceolata là một loài bướm đêm trong họ Geometridae.